# Casa de Archillas
La casa de Amalia Jiménez de Córdoba, también conocida como casa de Archillas, es un palacete modernista del primer tercio del siglo XX situado en la ciudad española de Albacete.

## Historia
El edificio fue proyectado en 1926 por el arquitecto Buenaventura Ferrando Castells por encargo de Amalia Jiménez de Córdoba en la céntrica plaza de Canalejas de la capital albaceteña.

## Características
El edificio, de estilo modernista, está situado en el cuadrante suroeste de la plaza de Gabriel Lodares, lindando también con las calles Octavio Cuartero y paseo Simón Abril (parque Abelardo Sánchez). Se ajusta a las alineaciones del trazado urbano. La portada de retablo posee un estilo barroco, sobre la que se sitúa el balcón principal. En la parte superior central del edificio emerge una torre.